# Human Torch
Human Torch eller Flamman är en superhjälte skapad av Stan Lee och Jack Kirby på Marvel Comics och ingår i superhjältegruppen Fantastic Four. Hans egentliga namn är Johnny Storm.
Han kan förvandla sig till eld och flyga samt kasta eldbollar. När han förvandlar sig till eld så ropar han "Tänd på!" (Flame on!).
Johnny är bror till Susan Storm (Osynliga flickan/Invisible Woman), och svåger till gruppens ledare, Reed Richards (Mr Fantastic). 
Då Johnny Storm badar kan han inte starta sin eld på 24 timmar.